# Tone Wieten
Pour les articles homonymes, voir Wieten.
Tone Wieten, né le 17 mars 1994 à Amsterdam, est un rameur néerlandais.

## Palmarès

### Jeux olympiques
| Discipline       | Rio de Janeiro 2016 Brésil | Tokyo 2020 |
| ---------------- | -------------------------- | ---------- |
| Huit             | Bronze                     |            |
| quatre de couple |                            | Or         |

### Championnats du monde
| Discipline       | Aiguebelette 2015 France | Ottensheim 2019 Autriche |
| ---------------- | ------------------------ | ------------------------ |
| Quatre de couple |                          | Or                       |
| Huit             | Bronze                   |                          |

### Championnats d'Europe
| Discipline       | Račice 2017 Tchéquie | Lucerne 2019 Suisse |
| ---------------- | -------------------- | ------------------- |
| Quatre de couple |                      | Or                  |
| Huit             | Bronze               |                     |